# Banditen-Galopp
Banditen-Galopp, op. 378, är en schnellpolka av Johann Strauss den yngre. Den framfördes första gången den 18 mars 1877 i Baden-Baden.

## Historia
Den 3 januari 1877 hade Johann Strauss femte operett premiär: Prinz Methusalem. Medan texten fick en del kritik hyllades Strauss musik och ansågs överträffa allt vad han dittills hade presterat för scenen. Sin vana trogen arrangerade han en rad orkesterstycken på motiv ur den nya operetten. Galoppens titel härleds från ett banditgäng som vill störta den regerande prinsen, och huvudmelodin återfinns i körduetten "In der Stille ganz verstohl’n werden wir Schätze hol’n" i akt III, medan galoppens andra tema hämtades från finalen till akt I.
Omedelbart efter premiären av Prinz Methusalem for Johann Strauss till Paris för ett engagemang. På återresan stannade han till i Baden-Baden där han haft stora succéer 1871 och 1872. Det var i Conversationshaus som Banditen-Galopp första gången framfördes den 18 mars men då med titeln Sapristi, som är ryska och betyder "Låt det icke ske!".

## Om polkan
Speltiden är ca 2 minuter och 36 sekunder plus minus några sekunder beroende på dirigentens musikaliska tolkning.
Polkan var ett av fem verk där Strauss återanvände musik från operetten Prinz Methusalem:
- O schöner Mai!, Vals, Opus 375
- Methusalem-Quadrille, Kadrilj, Opus 376
- I-Tipferl-Polka, Polka-francaise, Opus 377
- Banditen-Galopp, Polka-Schnell, Opus 378
- Kriegers Liebchen, Polkamazurka, Opus 379